# Frank Schwalba-Hoth
Frank Schwalba-Hoth (Hamburg, 12 december 1952) is een Duits oud-politicus, medeoprichter en lid van de Duitse Groenen en voormalig parlementslid van het Europees Parlement.

## Onderwijs en Werk
Na het afronden van de middelbare school en de militaire dienst, studeerde Frank Schwalba-Hoth in de jaren 1974-1981 aan de Universiteit van Marburg.
Frank Schwalba-Hoth heeft één dochter.

## Politiek

### Vroege politieke carrière
Frank Schwalba-Hoth raakte betrokken bij de politiek tijdens zijn studie. Hij was lid en later voorzitter (1979/1980) van het Studentenparlement van Universiteit van Marburg, nam deel aan initiatieven als de Derde Internationale Russell Tribunaal (3rd International Russell Tribunal) omtrent de mensenrechtensituatie in de Bondsrepubliek Duitsland.

### Partij
Frank Schwalba-Hoth was een van de stichtende leden van de Duitse Groenen.

### Landtag
Frank Schwalba-Hoth was lid van de Landtag van Hessen in het jaar 1982/1983. Zijn wetsvoorstel inzake de lerarenopleiding werd de allereerste wetgeving op initiatief van de Groenen in het Duitse parlement.
Tijdens een receptie voor de Amerikaanse troepen gestationeerd in Duitsland in de Landtag van Hessen, protesteerde hij tegen de stationering van Amerikaanse nucleaire raketten op Duits grondgebied door middel van het morsen van eigen bloed op de medailles van de commandant van het Amerikaanse vijfde leger, generaal Paul S. Williams.

### Europees Parlement
Frank Schwalba-Hoth was in de jaren 1984-1987 parlementslid, vicevoorzitter van Commissie verzoekschriften en in het jaar 1986-1987 was hij een van de twee co-voorzitters van de Groenen voor zijn terugtreden vanwege het rotatieprincipe ("Rotationsprinzip").

## Consultant en Netwerker in Brussel
Sinds het terugtreden als lid van het Europees Parlement in het jaar 1987 is Frank Schwalba-Hoth werkzaam als consultant en netwerker in Brussel. Gedurende vele jaren was hij directeur van het EU-Greenpeace kantoor. In het jaar 1998 richtte hij samen met Silvana Koch-Mehrim het consultancy bedrijf Conseillé+Partners op. Een aantal jaren heeft hij gewerkt in het kader van het TACIS-programma van de Europese Commissie in Centraal-Azië en werkte hij mee aan de ratificatie van het Verdrag van Aarhus in Moldavië en Oekraïne. Sinds het jaar 2002 werkt Frank Schwalba-Hoth als een onafhankelijke politieke strateeg.
Vanaf het jaar 1989 organiseert Frank Schwalba-Hoth maandelijkse netwerkdiners (Soirée Internationale) waarop 60-80 gasten worden uitgenodigd met uiteenlopende professionele, culturele, nationale en sociale achtergronden.
Sinds het jaar 2006 is hij lid van de adviesraad van de Right Livelihood Award, een stichting die elk jaar in Stockholm de alternatieve Nobelprijs toekent en die werd opgericht in het jaar 1980 door Jakob von Uexküll.
In het jaar 2011 publiceerde Frank Schwalba-Hoth de EU-Stakeholder Directory, een 900 pagina’s tellend boek en online directory met de belangrijkste personen in de Europese Unie in Brussel.